# Bontia
Bontia, monotipski biljni rod iz porodice strupnikovki. Jedina vrsta je grm ili drvo B. daphnoides, rašireno od Floride na sjeveru, preko Antila na jug do tropske Južne Amerike.

## Opis
Rod i vrsta opisani su u Species Plantarum 2: 638 [as "938"]. 1753. 
To je do 5 metara (10 do 20 stopa) visoki grm ili manje drvo s deblom do 15 centimetara (6 inča) u promjeru. Auhtohtono na Velikim i Malim Antilima, naturalizirano na Floridi, i vjerojatno uvezeno na sjever Južne Amerike. Kora je svijetlosmeđa, debela i žljebasta. Listovi su mu naizmjenično raspoređeni, uglavnom dugi 62-108 milimetara (2-4 inča), široki 14-22 milimetra (0,6-0,9 inča), eliptičnog su oblika sa središnjom žilom vidljivom na donjoj površini. Zbijene su na krajevima grana i imaju mnogo malih uljnih žlijezda.
Cvjetovi su pojedinačno raspoređeni u pazušcima listova na stabljici dugoj 15-20 milimetara (0,6-0,8 inča). Postoji 5 jajolikih, zelenih šiljastih čašica koje imaju dlakave rubove, a latice su spojene na svojim bazama u obliku cijevi duge 15-20 milimetara (0,6-0,8 in). Cjevčica ima dva režnja različite veličine, a donji je smotan i s gornje strane prekriven gustim slojem ljubičastih dlačica. Cjevčica je žućkastosmeđa i izvana prekrivena mnogim uzdignutim uljnim žlijezdama. Cvjetovi su prisutni veći dio godine i nakon njih slijede plodovi koji su grubo okrugli s malim kljunom, u početku blijedo žuti, ali se osuše do smeđe.

## Upotreba u hortikulturi
B. daphnoides se uzgajaju za ukras, u živim ogradama i kao zaštita od vjetra. Budući da su tolerantne na sol, česte su oko kuća na pješčanim obalama Gvajane. Uzgaja se i na višim nadmorskim visinama do 5000 stopa ili više u sjevernim Andama u Venezueli. Također zna “pobjeći” iz vrtova gdje se uzgagaju pa postaje naturalizirana.
- Bontia daphnoides u Botaničkom parku na Kreti.
- Bontia daphnoides u Botaničkom parku na Kreti.
- Bontia daphnoides
- Bontia daphnoides, uzgojena, Oahu.
- Bontia daphnoides

## Sinonimi
- Donatia Loefl.; Iter Hispan.: 193 (1758), nom. superfl.
- Bontia daphnifolia Salisb.; Prodr. Stirp. Chap. Allerton 109 (1796)
- Bontia minor C.F.Gaertn.; Suppl. Carp. 169 (t. 212, f. 3) (1807)
- Bontia daphnoides var. minor (C.F.Gaertn.) A.DC.; Prodr. [A. DC.] 11: 716 (1847)